# Bộ đếm tỷ lệ
Bộ đếm tỷ lệ hay khối đếm tỷ lệ là một loại đầu dò ion hóa chứa khí, được sử dụng để đo đếm các hạt tích điện trong bức xạ ion hóa. Tính năng chính của nó là khả năng đo năng lượng của bức xạ tới, bằng cách cho ra biên độ xung ngõ ra của đầu dò tỷ lệ với năng lượng bức xạ. Sự tỷ lệ đó được dùng đặt tên cho đầu dò .

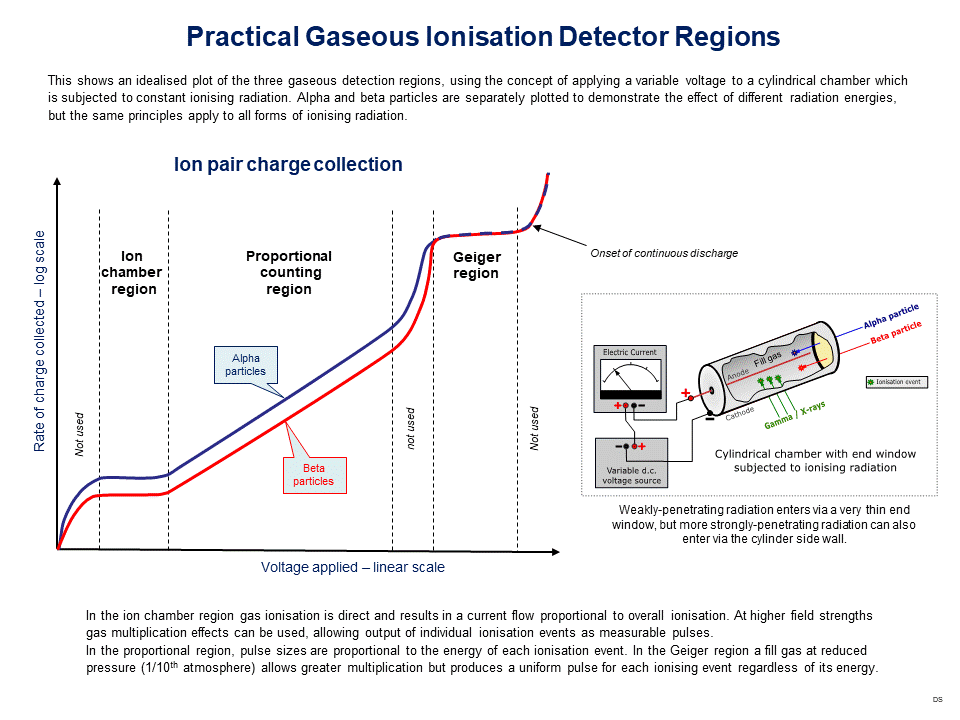
Biểu diễn biến đổi của dòng cặp ion theo điện áp sử dụng cho đầu dò bức xạ bằng buồng khí.

Bộ đếm tỷ lệ được sử dụng rộng rãi trong các thiết bị nghiên cứu mức độ năng lượng bức xạ tới, chẳng hạn như trong sự phân biệt giữa các hạt alpha và beta, hoặc đo chính xác liều hấp thụ bức xạ tia X.
Một bộ đếm tỷ lệ sử dụng cơ chế kết hợp của ống Geiger-Müller và buồng ion hóa, và hoạt động trong dải điện áp trung gian giữa hai loại nói trên . Đồ thị đi kèm cho thấy vùng điện áp hoạt động tỷ lệ cho hệ bố trí đồng trục .